# Școala de artă Cornetti
Școala de artă Cornetti este o școală de artă situată în orașul Craiova din România. Școala a fost fondată în jurul anului 1911 și este activă și astăzi. Fondatorii acestei școli au fost Elena și Elefterie Cornetti care au donat averea lor Primăriei Municipiului Craiova motivul fiind înființarea unei școli de muzică. Astfel în jurul toamnei anului 1911, Școala de Muzică, Elefterie și Elena Cornetti" se deschide. La început în școală existau doar câteva clase alături de puținii profesori existenți în acea vreme, pe măsură ce timpul a curs, Școala de artă Cornetti și-a dezvoltat aria de acoperire, aceasta având ca profile adiționale coregrafia, fotografia chiar și cinematografia acest fapt crescându-i numărul de elevi. Școala de artă Cornetti a trecut prin multe evenimente importante ale României și chiar ale lumii. După trecerea prin Primul Război Mondial, Al Doilea Război Mondial și chiar prin era comunistă a României.

## Familia Cornetti
Elena Conetti(Elena fiind pseudonimul pentru numele acesteia, Zissu) a fost fiica boierului Marcu Zissu Olaru de origine greacă.
Rudele lui Elefterie Cornetti se aflau în România încă din 1729, acest lucru este dovedit prin actul de proprietate al moșie Cornetu care datează încă din  acest timp. Comunicarea cu partea de sud a Dunării sunt disponibile datorită lui Crăciun Ivanovici. Ivanovici susține financiar înființarea unei școli în orașul în care acesta își avea originea, Teteven. Primăria orașului Tetven trimite lui Elefterie Cornetti(fiul lui Crăciun Ioanovici) o scrisoare. Crăciun Ivanovici apare în unele documente și sub numele de Crăciun Ion sau Krăciun Ion, acesta nu este singurul caz din familie în care apare un alt nume ba chiar și soția lui Elefterie apar nume diverse, în loc de Elena folosindu-se nume precum Zissy, Zissu respectiv Zissi. Elefterie Cornetti se naște în anul 1831 după un document al Oficiului Stării Civile din Craiova. Pentru a clasifica cazul moșiei Olari din actul de căsătorie lui Elefterie Cornetti cu Elena M. Zisu rezultă că locul nașterii este în Craiova, anul precizat mai sus părinți fiind Ecaterina și Crăciunu Ion.